# سلطانة يوسف
سلطانة يوسف (20 يناير 1910 - 1995)، مغنية عراقية. مولودة لأسرة عراقية يهودية في مدينة الموصل، لحن لها كبار الملحنين في ذلك الوقت أمثال صالح وداوود الكويتي. كانت تمتلك صوتا قويا ورخيما ميزها عن بنات جيلها.
حاولت الوصول بفن المقامات لدرجة عالية من الحرفية الفنية، وكانت تشغل نفسها باعداد الأبوذيات والعتابات والمقامات التي قامت بآدائها، وقد برعت بشكل خاص بأداء مقام البهيرزاوي. كان صوتها يتمتع بالجوابات العالية مما جعلها في مقدمة مطربي المقام العراقي في ذلك الوقت.
اعتزلت الفن وهي لم تصل الأربعين من عمرها وقد شاركت بالفيلم المصري نهر الحب بعام 1960 قبل أعتزالها بأشهر, وخسر الناس واحداً من أقوى وأجمل الاصوات التي يندر وجودها. وقيل أنها اتجهت للعبادة وانقطعت أخبارها فيما بعد. توفيت في العام 1995.